# Лејк Покотопог (Конектикат)
Лејк Покотопог (енгл. Lake Pocotopaug) насељено је место без административног статуса у америчкој савезној држави Конектикат.

## Демографија
По попису из 2010. године број становника је 3.436, што је 267 (8,4%) становника више него 2000. године.
| Група             | 2000.         | 2010.         |
| Белци             | 3.041 (96,0%) | 3.252 (94,6%) |
| Афроамериканци    | 30 (0,9%)     | 22 (0,6%)     |
| Азијати           | 29 (0,9%)     | 52 (1,5%)     |
| Хиспаноамериканци | 32 (1,0%)     | 72 (2,1%)     |
| Укупно            | 3.169         | 3.436         |